# Ladislav Napuljski
Ladislav Napuljski (11. veljače 1377. – 6. kolovoza 1414.) je bio napuljski i titularni ugarsko-hrvatski kralj. Bio je sin Karla II. Dračkog i Margarete Dračke.

## Borba za ugarsko-hrvatsko prijestolje
Od 1390. godine polaže pravo i na ugarsko-hrvatsko prijestolje. Marija Anžuvinska i njen muž, Žigmund Luksemburški, su isto tako polagali pravo na prijestolje. 
U susjedstvu, u Bosni Tvrtka je naslijedio mladi mu brat Stjepan Dabiša, pa su i njega priznale svojim kraljem i Hrvatske i Dalmacije, ali kada je i Ladislav Napuljski počeo svojatati za se Hrvatsku i Dalmaciju, Dabiša je uvidio da ih neće moći uzdržati u svojoj vlasti, pa se prislonio sasvim uz Žigmunda Luksemburškog, kojemu đakovačkim ugovorom, negdje o polovini srpnja 1393. priznao pravo nasljedstva na bosansko prijestolje poslije svoje smrti, a Žigmund ga za to priznade zakonitim bosanskim kraljem. Po tom ugovoru nije Dabiša izgubio Hrvatske i Dalmacije, koje je odstupio Žigmundu tek u kolovozu 1394., a njihovo zauzeće povjerio je Žigmund novoimenovanom banu Nikoli I. Gorjanskomu, koji je i izvršio svoju zadaću već prije svrhe godine. Premda su tako Hrvatska i Dalmacija došle u vlast Žigmundovu, imali su još i po Hrvatskoj i po Dalmaciji svojih pristaša i Stjepan Dabiša i Ladislav Napuljski, sto je češće prouzrokovalo nereda.
Nakon što je broj Ladislavovih pristaša naglo porastao poslije nesređenih prilika u Ugarskom Kraljevstvu, Ladislav je ustao protiv Žigmunda da bi preuzeo zemlje koje su mu kao izabranomu ugarskom kralju pripadale. On je uputio mornaricu pod maršalom Sicilije i vrhovnim kapetanom napuljske mornarice Alojzijem Aldemariscom kako bi prisilio dalmatinske gradove da priznaju njegovu vlast. Aldemarisco je uspio da, osim Dubrovnika, svi gradovi pristanu uz Ladislava, koji se na poziv svečanog zadarskog poslanstva iskrcao u Zadru, gdje ga je 5. kolovoza 1403. godine u katedrali sv. Stošije u prisutnosti vojvode Hrvoja Vukčića Hrvatinića okrunio ostrogonski nadbiskup Ivan Kanižaj.
Već početkom studenog 1403. Ladislav je napustio Zadar, ali ne kako bi pošao u Ugarsku, nego da se vrati u Napulj. Za svoga namjesnika u Hrvatskoj i Dalmaciji postavio je vojvodu Hrvoja. Ali kad je Ladislav napustio Dalmaciju, rasplamsale su se borbe između njegovih i pristaša kralja Žigmunda. Na Žigmundovu stranu su prešli čak i mnogi Ladislavovi privrženici, a među njima i Kanižaj, koji ga je okrunio. Žigmundova pobjeda kod Dobora (1408) je označila krah Ladislavove politike jer su na Žigmundovu stranu prešli Ladislavove pristalice, među kojima je bio i herceg Hrvoje. Tako je već 1408. cijela Hrvatska priznala Žigmundovu vlast, a početkom 1409. to su učinili i dalmatinski gradovi, osim Zadra. Uvidjevši da se neće moći održati u Hrvatskoj i Ugarskoj, do čijih mu interesa više ni nije bilo stalo, Ladislav je za 100 000 dukata prodao Veneciji 9. srpnja 1409. godine. Zadar, Novigrad, Vranu, otok Pag i sva svoja prava na čitavu Dalmaciju. Posljedice toga kupoprodajnog ugovora bile su porazne za Zadar i ostale primorske gradove.

## Vladavina u Napulju
Godine 1386., po očevoj smrti, postao je kralj Napulja i titularni kralj Ugarske pod regentstvom svoje majke. Tijekom 1390-ih Ludovik II. Anžuvinac i protupapa Ivan XXIII su se uporno suprotstavljali njegovoj vlasti. Ludovik II, vojvoda Anžuja, je bio rivalski kralj koji je 1389. godine uspio zauzeti Napulj i istjerati Ladislava, koji ponovo vraća Napulj pod svoju vlast 1399. godine.
Period Ladislavove vladavine oblježen je i jačanjem kraljevske vlasti. Pošto je to umanjivalo vlast baruna, došlo je do sukoba koji su okončani ubojstvom nekoliko baruna.
Protupapa Ivan XXIII je propovijedao križarski rat protiv Ladislava. Prodavale su se indulgencije da bi se skupila financijska sredstva za križarki rat protiv Ladislava. Jan Hus je u Češkoj kritizirao prodaju indulgencija, i počeo se tome suprotstavljati. To dovodi do husitskog pokreta u Češkoj.
Postao je vješt politički i vojni vođa, zaštitnik i kontrolor papinstva tijekom vlasti pape Inocenta VII. Pogodovao mu je nered koji je tada vladao Italijom. Bilo je to razdoblje Zapadne shizme koje Ladislav koristi, pa širi svoju vlast na račun papinske države.

## De factovladar Taranta
Zauzeo je Firencu 1414. godine, ali kuga je pokosila veliki dio njegove vojske, pa je bio primoran napustiti grad. Započeo je s građenjem renesansnih građevina u Firenci. Bio je i suvereni princ Taranta od 1406. godine. Prvo je pokušao zauzeti grofoviju Lecce opsadom zamka, ali to mu nije uspelo, pa je promijenio taktiku i započeo pregovore s Marijom, groficom Leccea. Oženio se groficom, koja je istovremeno bila udovica tarantskog princa, pa je time de facto zavladao Tarantom.

## Smrt
Umro je u Napulju 6. kolovoza 1414. Smatra se da je bio otrovan. Usprkos trima brakovima nije imao djece. Naslijedila ga je sestra, Ivana II. Napuljska, koja je bila posljednji monarh iz starije Anžuvinske linije. Pokopan je u napuljskoj crkvi San Giovanni a Carbonara.